# Holland Village (Shenyang)
Holland Village was een buitenwijk van de Chinese stad Shenyang in oud-Nederlandse stijl. Holland Village was een initiatief van de Chinees-Nederlandse zakenman Yang Bin. De bouw van de wijk begon in 2000.
De wijk was enerzijds bedoeld als een soort pretpark en trouwlocatie en anderzijds als woonwijk. De stad kende grachten en panden met trapgevels. Op een rotonde stond een oud-Hollandse molen en er waren drie Sneeker Waterpoorten. Andere gebouwen waren het Vredespaleis uit Den Haag en het Centraal Station uit Amsterdam. Ook een kassencomplex met bedrijfswoningen uit het Westland ontbrak niet.
Uiteindelijk is Holland Village failliet gegaan. De meeste gebouwen zijn in 2009 gesloopt.